# Xynobius mesoniger
Xynobius mesoniger är en stekelart som först beskrevs av Jimenez Peydro 1983.  Xynobius mesoniger ingår i släktet Xynobius och familjen bracksteklar. Inga underarter finns listade i Catalogue of Life.